# Backhoppningsskandalen vid världsmästerskapen i Trondheim 2025

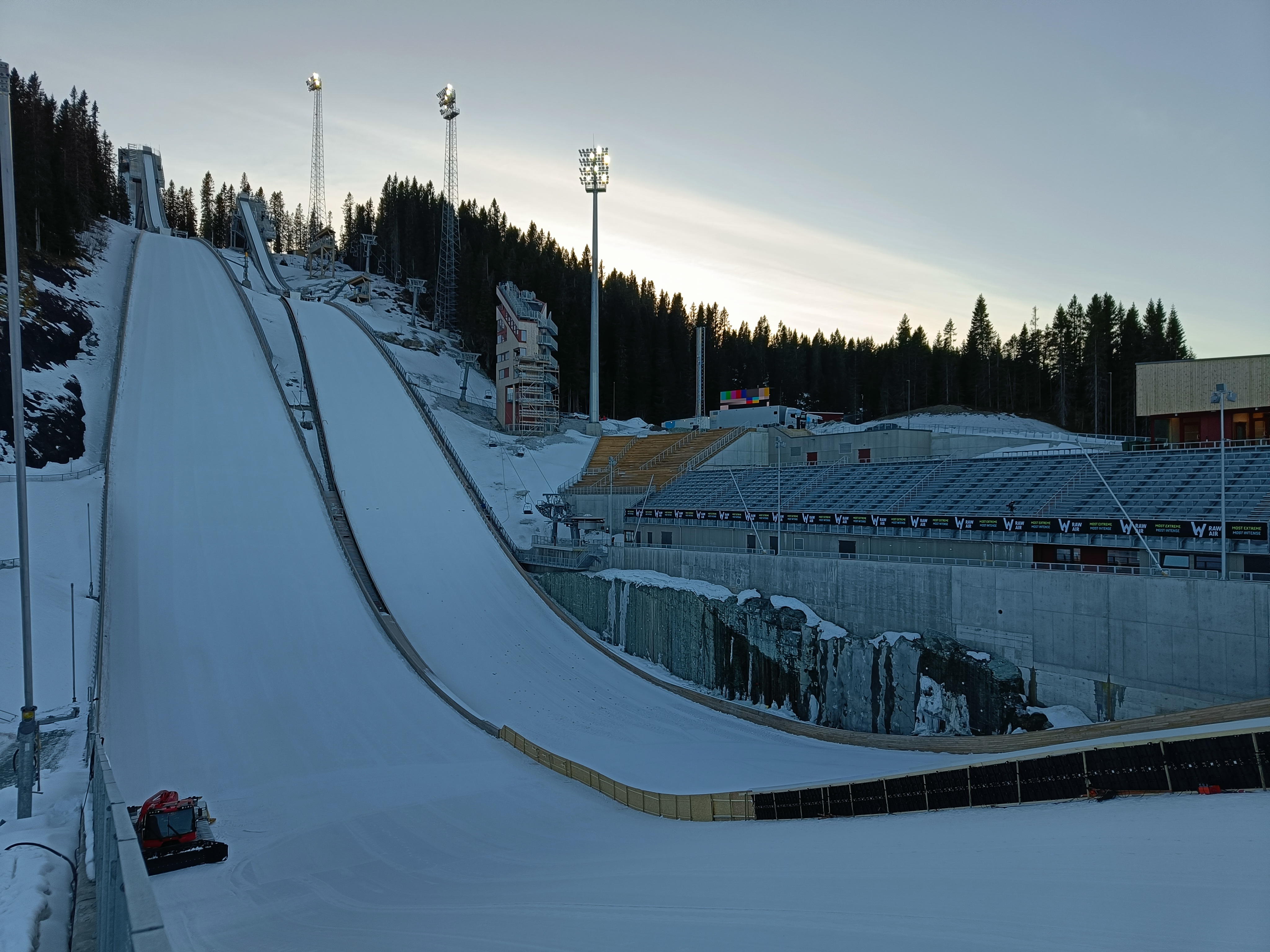
Backhoppningsanläggningen i Granåsen, Trondheim.

Backhoppningsskandalen i världsmästerskapen i Trondheim 2025 inträffade mot slutet av Världsmästerskapen i nordisk skidsport 2025 i Trondheim i Norge. Mot mästerskapets slut uppdagades systematiskt fusk genom förbjuden manipulering av norska atleters hoppdräkter. Norsk rikskringkastings sportkrönikör Jan Petter Saltvedt har kallat det för den största skandalen i backhoppningens historia.

## Bakgrund

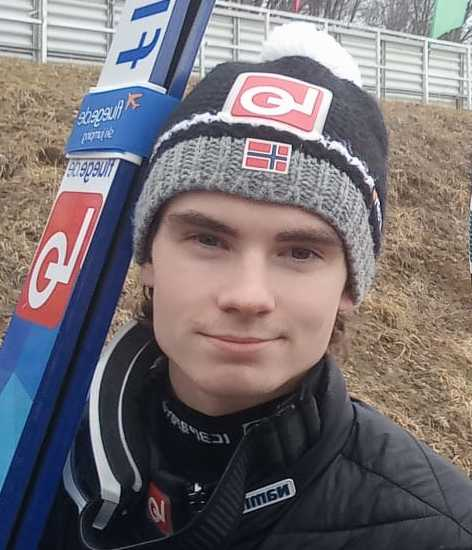
Marius Lindvik, 2020.

Den 7 mars 2025, under backhoppingens sista tävlingsdag då herrarnas individuella tävling i stor backe gick av stapeln så diskvalificerades tre av fyra deltagande norska atleter av tävlingdelegationen under från början oklara omständigheter. Det skulle senare visa sig att det handlade om att Marius Lindvik, guldmedaljören från den individuella tävlingen i normalbacke i början av mästerskapet tillsammans med Johann André Forfang diskvalificerats efter att det uppdagats att de mellan tävlingshoppen manipulerat sina tävlingsdräkter och med hjälp av ledare sytt in hårdare sömmar i syfte att ge mer bäryta, vilket inte är tillåtet. I backhoppning måste alla tävlingshopp inom en tävling ske med samma dräkt. Även Kristoffer Eriksen Sundal diskades, eftersom han hade hoppat med för långa skidor, vilket också är emot reglerna.
Det hela uppdagades efter att en smygfilm läckts ut, där en polsk ledare genom persienner filmat ledare manipulera de norska dräkterna. En av personerna som syns i filmklippet var ingen mindre än Norges huvudtränare Magnus Brevig. Efter att filmen läckts ut lämnade Slovenien, Polen och Österrike in protester, och tävlingsledaren Sandro Pertile, efter att ha sett klippet tog snabbt beslutet att diskvalificera hela det norska laget. Diskningen ledde till att Marius Lindvik fråntogs sin silvermedalj, vilken istället gick till Jan Hörl från Österrike, medan Ryōyū Kobayashi bärgade bronset.
Efter att först ha nekat till samtliga anklagelser gick det norska skidförbundet ut på en presskonferens den 9 mars, två dagar efter incidenten. Där erkände Norges ledning genom sportchefen Jan-Erik Aalbu att man medvetet fuskat med Lindvik och Forfangs dräkter, medan man menade på att Sundals fall var en ren olyckshändelse.
| ” | – Vi har under hela natten gjort allt vi kan för att klargöra vad som hände. Jag skulle vilja be om ursäkt för att jag var så kategorisk. Jag visste inte bättre. Det här kommer som en chock för mig. – Vi har fuskat, vi har försökt lura systemet. Det är oacceptabelt. | „ |

## Utveckling

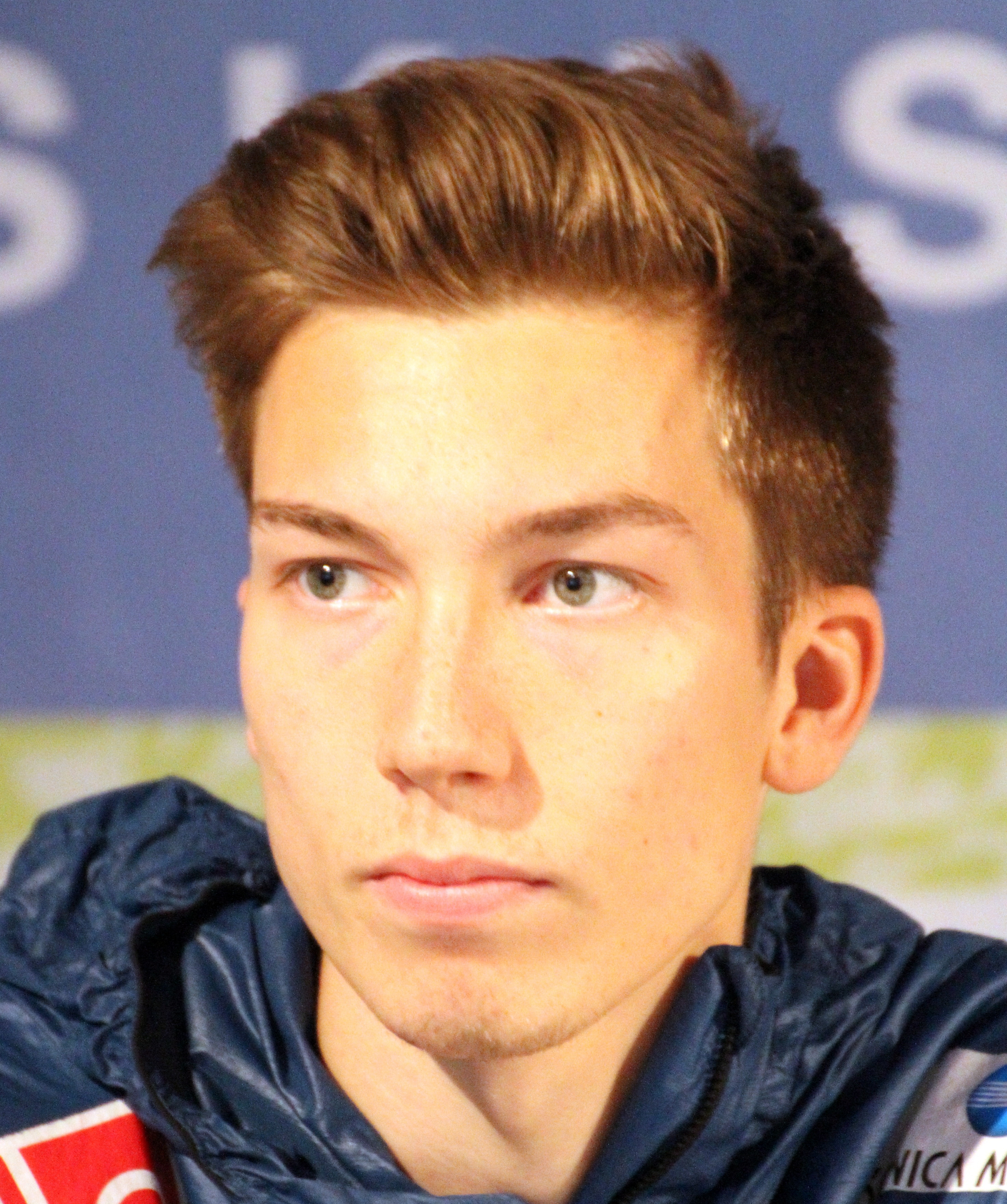
Johann André Forfang, 2017.

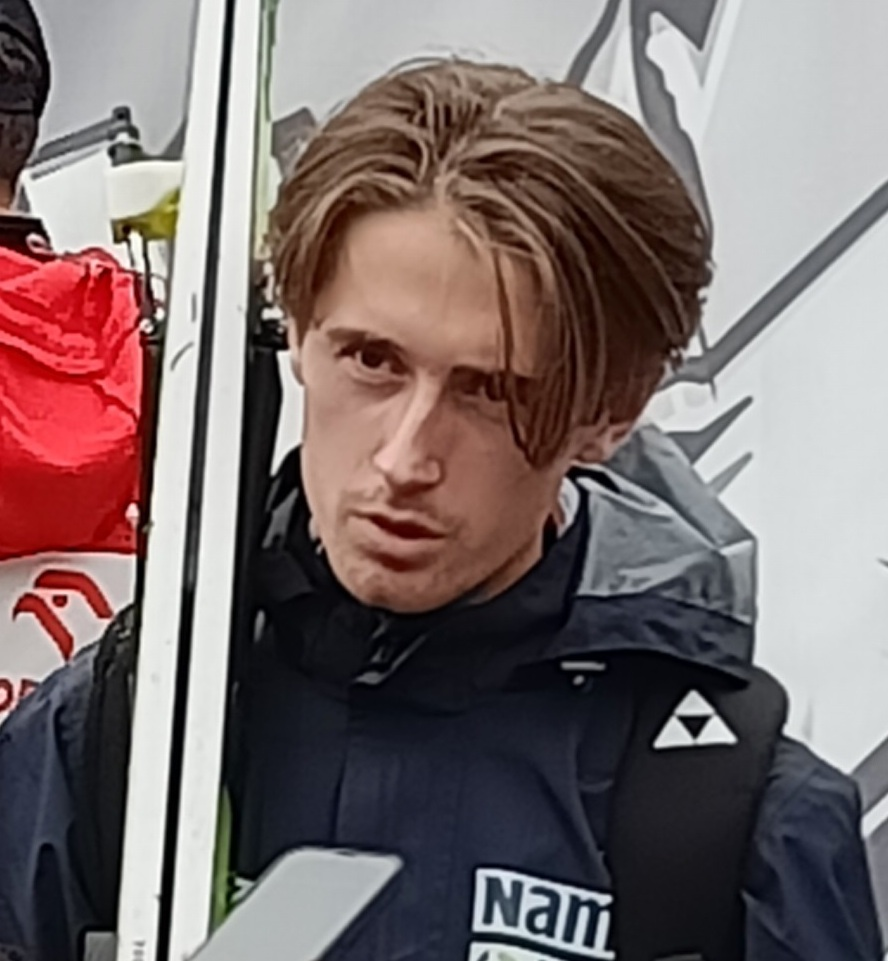
Kristoffer Eriksen Sundal, 2024.

Den 12 mars 2025 stängdes ett antal norska ledare och atleter av tills vidare efter beslut från det internationella skidförbundet (FIS). Det handlade då om huvudtränaren Magnus Brevik, assisterande tränaren Thomas Lobben, ledaren Adrian Livelten, samt atleterna Marius Lindvik och Johann André Forfang. Gruppen meddelades om att de var avstängda och att de formellt var under utredning av FIS Ethics and Compliance Office och med omedelbar verkan stängdes av från vidare tävlan från att delta i FIS-evenemang och evenemang som organiseras av ett nationellt skidförbund, i avvaktan på utrednings- och domstolsförfarandet. Tisdagen den 11 mars beslagtog FIS, på begäran av de externa utredarna vid FIS Independent Ethics and Compliance Office, alla hoppdräkter som har burits av norska lag vid FIS Nordic Ski Championships Trondheim 2025 – i både backhoppning och nordisk kombination, i både herr- och damtävlingarna. Dräkterna kom att lämnas in för förnyad granskning som en del av den pågående utredningen. Samma dag förlorade det norska hopplandslaget Toyota som sponsor och Stine Korsen, ledare i Norge hoppkomitté lämnade in sin avskedsansökan.
Samtidigt meddelas också att med tanke på allvaret i fallet i Trondheim har dräktkontrollpolicyn omedelbart justerats för återstoden av FIS världscupsäsong i backhoppning och nordisk kombination.

FIS generalsekreterare Michel Vion uttalade sig enligt följande: 
| ” | “The situation is obviously extremely disturbing and disappointing. Since the weekend, both the FIS Independent Ethics and Compliance Office and the FIS administration have been working steadily to proceed with a broad and thorough investigation as swiftly as possible while also ensuring fairness and due process. By its nature, Ski Jumping is a discipline grounded in precision, in which equipment plays an important role. This is why, year after year, we have a strong focus on reviewing equipment regulations and controls: to ensure that competitors are on a level playing field. The only thing that matters to FIS is to leave this process 100% convinced that the sport is free from any form of manipulation. We will leave no stone unturned to ensure that respect and fairness prevail – in this specific case and across our entire ecosystem. This means keeping reviewing the entire process and, if the conclusion is that there should be drastic changes to the equipment regulations, this is what we will do.” | „ |

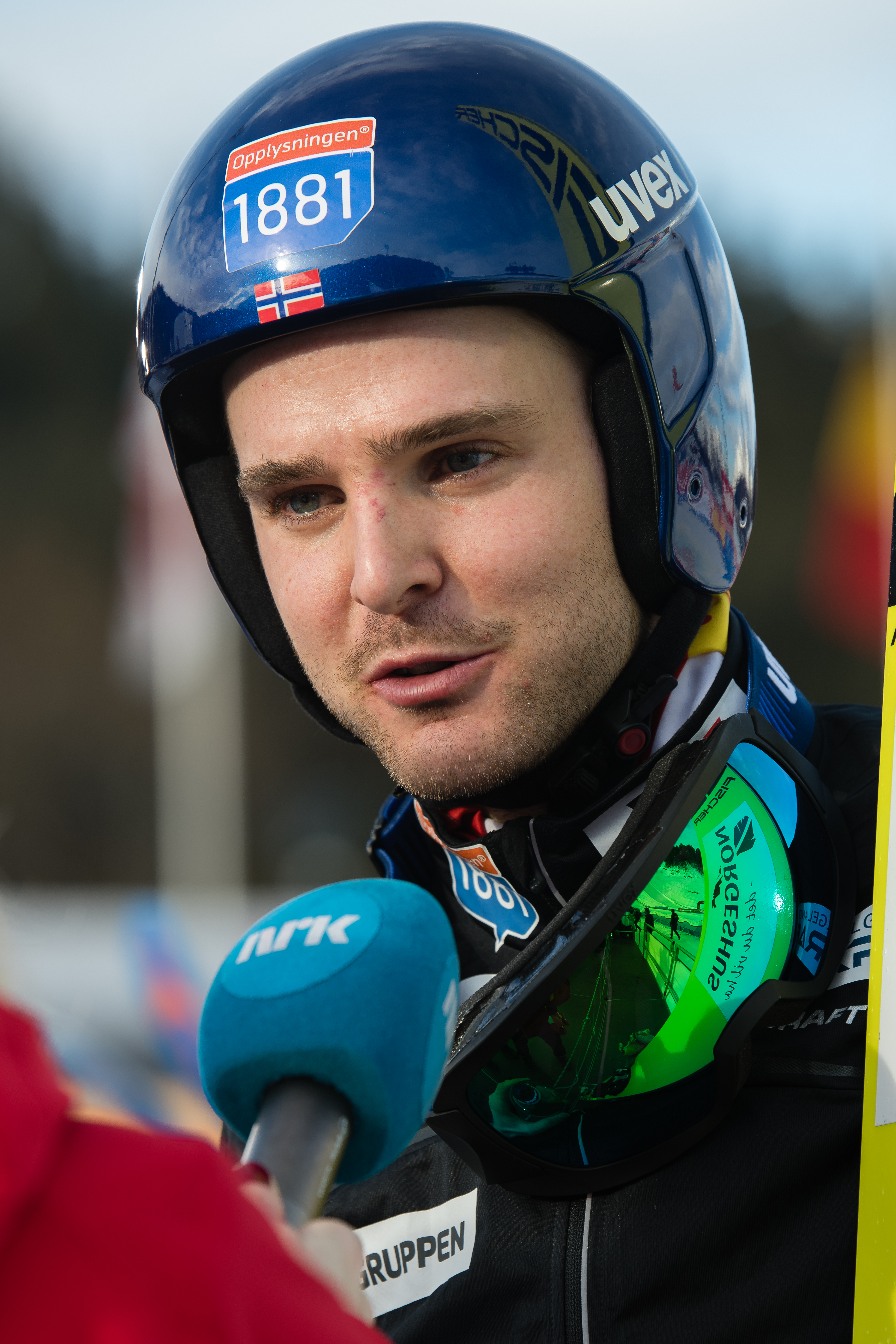
Jørgen Graabak, 2018.

Samtidigt uppdagades en annan incident, där nordisk kombinationsåkaren Jørgen Graabak diskvalificerats under en tävling under mästerskapet. I det fallet hade Graabak manipulerat sina bindningar för att ge en fjädringseffekt och på så vis kunna hoppa längre. Även Graabak stängdes av tills vidare, men det var oklart om det skett i samråd med skidförbundet eller om det var något som han själv beslutat sig för att genomföra, varför inga åtgärder togs mot norska ledare inom nordisk kombination.
En presskonferens utlystes till den 13 mars vid Holmenkollen Ski Center. Vid presskonferensen meddelades att ytterligare norska toppatleter som Robin Pedersen, Kristoffer Eriksen Sundal och Robert Johansson också stängts av för misstänkt involvering.
Den 15 mars trädde en anonym tidigare skräddare för det norska landslaget fram med att man tidigare manipulerat dräkter med hjälp av trälim. Två dagar senare skulle den forna schweiziska topphopparen Andreas Küttel uttala sig om att liknande fusk pågått i decennier. Bland annat var, enligt Küttel, en metod att fylla hoppdräkten med hårsprej, då gasen blåste upp dräkten och på så vis gav mer bäryta.

## Fortsatt säsong
Ledningen togs över av slovenen Bine Norčič som tillförordnad huvudtränare, Anders Vilberg, Yngve Ludvigsen och den tidigare världsrekordhållaren Anders Fannemel som assisterande. Bara en dag efter att ha accepterat uppdraget hoppade dock både Norčič och senare Vilberg av, med motiveringen att de "inte ville vara en del av den här röran och inte förstått allvaret i situationen". Detta lämnade Ludvigsen och Fannemel som delade huvudtränare inför fortsättningen av säsongen.

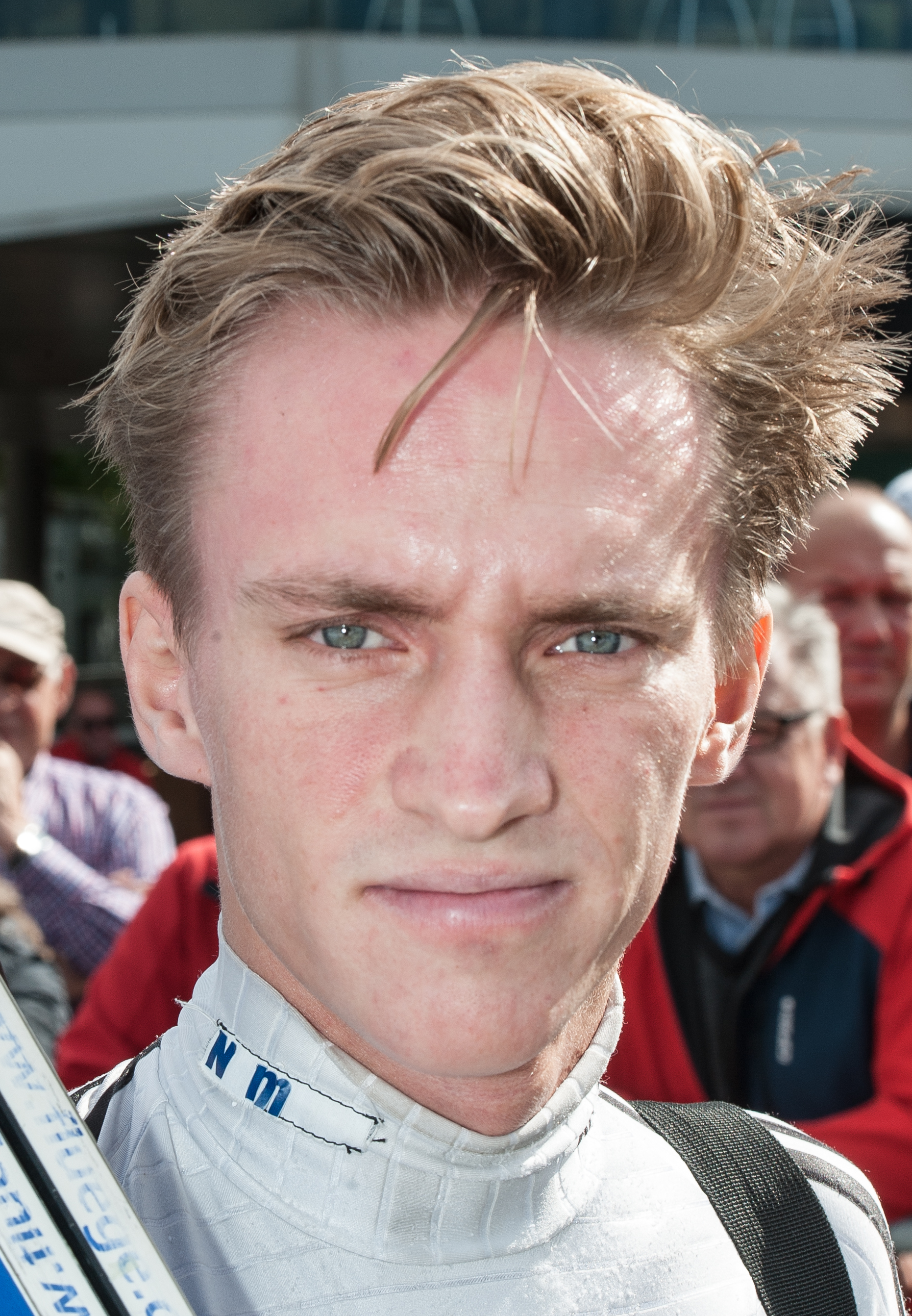
Anders Fannemel, 2015, under sin aktiva karriär. Plötsligt utsedd till huvudtränare, bara två år efter sitt eget karriärsslut.

Utan sina bästa hoppare och med merparten av kvarvarande säsongs tävlingar på norsk mark fick Norge ställa upp med väldigt B-betonade lag, och publikens missnöje var stort. Bland annat under de klassiska skidflygningstävlingarna i Vikersund tilläts inte någon av de avstängda atleterna delta, och istället blev det norska laget bestående av Fredrik Villumstad, Benjamin Östvold, Sölve Jokerud Strand, Adrian Thon Gundersrud och Sindre Ulven Jörgenssen, varav de tre sistnämnda aldrig varit i närheten av att hoppa mot den konkurrens de nu skulle ställas mot. Resultaten blev också blygsamma, med Fredrik Villumstad som bärgade en tjugosjunde plats som bäst i helgens första tävling.
En annan ersättare med ringa erfarenhet, Isak Andreas Langmo, diskades den 27 mars 2025 vid säsongsavslutningstävlingarna i Letalnica bratov Gorišek i Planica, även han på grund av felaktig hoppdräkt. Det är dock viktigt att poängtera att hoppare diskvalificeras för inkorrekta dresser titt som tätt och att det inte alltid är medvetet fusk. Det är en balansgång gällande kroppsmassa och vikt och hur tight dräkterna skall vara sydda. Något så banalt som ett glas vatten för lite innan ett hopp kan leda till att dräkten anses för stor för kroppsmassan, och leda till diskvalificering.

## Fortsatt utredning och eftermäle
Den 1 april, i samband med slutet för backhoppningssäsongen 2024/2025 lyfte det internationella skidförbundet avstängningarna mot atleterna, medan avstängningarna mot ledarna kvarstår tills vidare medan ytterligare utredning pågår. Utredningen pågår fortfarande i början av april 2025, men Norge riskerar i allra högsta grad att förlora fler medaljer från backhoppning och nordisk kombination från mästerskapen i Trondheim, enligt tävlingsledaren Sandro Pertile. I huvudsak handlar det om Lindviks guld i normalbacke, samt det norska herrlagets bronsmedalj i lagtävlingen. Detta enligt ett uttalande den 26 mars 2025.
Johann André Forfang har hela tiden hävdat att han inte var medveten om att ledarna manipulerat hans hoppdräkt, medan Marius Lindvik varit mer tystlåten kring skandalen.